# Аустријски олимпијски комитет
Аустријски олимпијски комитет је национални олимпијски комитет Аустрије. Представља такође избор аустријских градова у својој понуди за домаћина олимпијских игара. Његово седиште налази се у Бечу.

## Историја
Аустријски олимпијски комитет основан је 1908, а 1912. године постао је члан Међународног олимпијског комитета.

## Председници
| Председник                    | Период      |
| ----------------------------- | ----------- |
| Балдуин Гролер                | 1908 – 1912 |
| Ото Хершман                   | 1912 – 1914 |
| Рудолф Граф Колоредо Мансфред | 1914 – 1919 |
| Теодор Шмит                   | 1929 – 1938 |
| Јозеф Геро                    | 1946 – 1954 |
| Хајнрих Дримел                | 1956 – 1969 |
| Хајнц Прукнер                 | 1969 – 1972 |
| Курт Хелер                    | 1973 – 1990 |
| Лео Валнер                    | 1990 – 2009 |
| Карл Штос                     | 2009 – 2025 |
| Horst Nussbaumer              | 2025 –      |

## Савези
| Савез                                                | Летње или Зимске | Седиште                |
| ---------------------------------------------------- | ---------------- | ---------------------- |
| Атлетски савез Аустрије                              | Летње            | Беч                    |
| Бадминтон савез Аустрије                             | Летње            | Беч                    |
| Бејзбол савез Аустрије                               | Летње            | Беч                    |
| Бициклистички савез Аустрије                         | Летње            | Беч                    |
| Боб и скелетон савез Аустрије                        | Зимске           | Инзбрук                |
| Боксерски савез Аустрије                             | Летње            | Рајхерсберг            |
| Веслачки савез Аустрије                              | Летње            | Беч                    |
| Гимнастички савез Аустрије                           | Летње            | Беч                    |
| Голф савез Аустрије                                  | Летње            | Беч                    |
| Једриличарски савез Аустрије                         | Летње            | Нојзидл на Језеру      |
| Кајакашки савез Аустрије                             | Летње            | Беч                    |
| Карате савез Аустрије                                | Летње            | Санкт Пелтен           |
| Карлинг савез Аустрије                               | Зимске           | Беч                    |
| Коњички савез Аустрије                               | Летње            | Лаксенбург             |
| Кошаркашки савез Аустрије                            | Летње            | Беч                    |
| Мачевачки савез Аустрије                             | Летње            | Грац                   |
| Одбојкашки савез Аустрије                            | Летње            | Беч                    |
| Пењачки савез Аустрије                               | Зимске           | Инзбрук                |
| Пливачки савез Аустрије                              | Летње            | Беч                    |
| Рагби савез Аустрије                                 | Летње            | Беч                    |
| Рвачки савез Аустрије                                | Летње            | Валс-Сизенхајм         |
| Рукометни савез Аустрије                             | Летње            | Беч                    |
| Савез Аустрије за брзо клизање                       | Зимске           | Беч                    |
| Савез Аустрије за дизање тегова                      | Летње            | Беч                    |
| Савез Аустрије за модерни петобој                    | Летње            | Велерсдорф-Стајнабрикл |
| Савез Аустрије за уметничко клизање                  | Зимске           | Беч                    |
| Савез хокеја на леду Аустрије                        | Зимске           | Беч                    |
| Санкашки савез Аустрије                              | Зимске           | Инзбрук                |
| Скијашки савез Аустрије                              | Зимске           | Инзбрук                |
| Стонотениски савез Аустрије                          | Летње            | Беч                    |
| Стреличарски савез Аустрије                          | Летње            | Валс-Сизенхајм         |
| Стрељачки спортски савез Аустрије                    | Летње            | Инзбрук                |
| Стрељачки савез Аустрије - летеће мете и комбиновано | Летње            | Беч                    |
| Теквондо савез Аустрије                              | Летње            | Швац                   |
| Тениски савез Аустрије                               | Летње            | Восендорф              |
| Триатлон савез Аустрије                              | Летње            | Линц                   |
| Фудбалски савез Аустрије                             | Летње            | Беч                    |
| Хокеј савез Аустрије                                 | Летње            | Беч                    |
| Џудо савез Аустрије                                  | Летње            | Беч                    |